# Ричард Деннинг
Эта статья — об американском актёре. Об английском писателе см. Деннинг, Ричард Джон.
Ри́чард Де́ннинг (англ. Richard Denning; 27 марта 1914[…], Покипси, Нью-Йорк — 11 октября 1998, Эскондидо, Калифорния) — американский актёр радио, кино и телевидения.

## Биография
Луис Альберт Хендрик Деннингер-мл. (настоящее имя актёра) родился 27 марта 1914 года в городке Покипси (штат Нью-Йорк, США). Осенью 1915 года его семья переехала на другой конец страны, в Лос-Анджелес (Калифорния). Учился в Колледже ручных искусств, затем — в бизнес-колледже (ныне — университет) Вудбери, который окончил со степенью «магистр делового администрирования». Отец возлагал на сына надежды, что тот продолжит семейный бизнес (производство одежды), но юноша решил стать актёром.
Впервые на экране Луис (взявший актёрский псевдоним Ричард Деннинг по настоянию Paramount Pictures, так как его настоящее имя показалось продюсерам схожим с именем Джон Диллинджер — известным преступником первой половины 1930-х годов, грабителем банков, «врагом общества номер 1») появился в 1937 году в возрасте 23 лет. Сразу стал весьма востребован: за пять лет он снялся в более чем 30 фильмах. В 1942 году актёр был призван в армию, четыре года прослужил на подводной лодке, после чего вернулся в кино. Всего за 39 лет кино-карьеры (1937—1942, 1946—1980) Деннинг снялся в 112 фильмах и сериалах, в том числе в 16 без указания в титрах.
8 февраля 1960 года Ричард Деннинг был удостоен звезды на Голливудской «Аллея славы» за «развитие телевидения».
В середине 1960-х годов актёр решил закончить свою карьеру и переехал с женой на остров Мауи (Гавайи). Узнав, что к ним приехал такой известный актёр, встречи с Деннингом добился продюсер Леонард Фримен, который смог уговорить того сыграть роль губернатора в его сериале «Гавайи 5-O». Актёру был гарантирован пятичасовой рабочий день и четырёхдневная рабочая неделя: на таких условиях Деннинг за 12 лет появился в 73 эпизодах этого сериала. В 1980 году Деннинг закончил свою актёрскую карьеру полностью.
В октябре 1998 года Ричард Деннинг находился в городе Эскондидо (Калифорния), куда прилетел навестить родственников. 11 октября у него случился сердечный приступ, от которого 84-летний актёр и скончался. Похоронен Деннинг рядом с первой женой в поселении Макавао на гавайском острове Мауи, где они жили последние десятки лет.

### Личная жизнь
6 сентября 1942 года, за несколько дней до ухода в армию, Деннинг женился на известной актрисе Эвелин Анкерс (1918—1985). Пара прожила вместе 43 года до самой смерти актрисы. От брака осталась дочь по имени Диана (Ди Дайер после замужества).
Спустя восемь месяцев после смерти супруги 72-летний Деннинг женился второй раз. Его избранницей стала женщина по имени Патрисия Леффингуэлл. Пара прожила вместе двенадцать с половиной лет до самой смерти актёра. Детей в этом браке не было.

## Избранная фильмография

### Широкий экран
- 1938 — Флибустьер[англ.] / The Buccaneer — капитан Рейд
- 1938 — Большое радиовещание в 1938 году[англ.] / The Big Broadcast of 1938 — офицер S.S. Gigantic (в титрах не указан)
- 1938 — Её любовь из джунглей[англ.] / Her Jungle Love — пилот (в титрах не указан)
- 1938 — Школа свинга / College Swing — студент (в титрах не указан)
- 1938 — Ты и я / You and Me — продавец
- 1938 — Техасцы[англ.] / The Texans — капрал Паркер (в титрах не указан)
- 1939 — Засада[англ.] / Ambush — полицейский автомеханик
- 1939 — Я из Миссури / I'm from Missouri — пилот самолёта (в титрах не указан)
- 1939 — Юнион Пасифик / Union Pacific — репортёр (в титрах не указан)
- 1939 — Создатель звёзд[англ.] / The Star Maker — ассистент режиссёра по танцам
- 1939 — Disputed Passage — студент (в титрах не указан)
- 1939 — Ночь ночей[англ.] / The Night of Nights — колл-бой
- 1940 — Золотые перчатки[англ.] / Golden Gloves — Билл Крейн
- 1940 — Северо-Западная конная полиция[англ.] / North West Mounted Police — констебль Торнтон
- 1941 — У Адама было четыре сына[англ.] / Adam Had Four Sons — взрослый Джек Стоддард
- 1942 — За синим горизонтом[англ.] / Beyond the Blue Horizon — Джакра Великолепный
- 1942 — Стеклянный ключ / The Glass Key — Тейлор Генри
- 1942 — Тихо, пожалуйста: убийство / Quiet Please, Murder — Хэл Макбирн
- 1946 — Чёрный красавец[англ.] / Black Beauty — Билл Диксон
- 1947 — Семерых спасли[англ.] / Seven Were Saved — капитан Аллен Дэнтон
- 1948 — Неизведанный остров / Unknown Island — Джон Фэрбэнкс
- 1948 — Катастрофа[англ.] / Disaster — Билл Уайатт
- 1950 — Не её мужчина / No Man of Her Own — Хью Харкнесс
- 1950 — Двойная сделка[англ.] / Double Deal — Базз Дойл
- 1952 — Алый ангел[англ.] / Scarlet Angel — Малкольм Брэдли
- 1952 — Петля палача[англ.] / Hangman's Knot — Ли Кемпер
- 1953 — 49-й человек[англ.] / The 49th Man — Пол Рейган, начальник отдела расследований
- 1953 — Стеклянная паутина / The Glass Web — Дейв Марксон
- 1954 — Хиваро[англ.] / Jivaro — Джерри Расселл
- 1954 — Тварь из Чёрной Лагуны / Creature from the Black Lagoon — Марк Уильямс
- 1954 — Битва у Бурной реки[англ.] / The Battle of Rogue River — Стейси Уайатт
- 1954 — Цель — Земля[англ.] / Target Earth — Фрэнк Брукс
- 1955 — Паутина преступления / The Crooked Web — Фрэнк Дэниел
- 1955 — Воздушный удар[англ.] / Air Strike — командор Стэнли Блэр
- 1955 — Существо с атомным мозгом[англ.] / Creature with the Atom Brain — доктор Чет Уокер
- 1955 — Ствол, который завоевал Запад[англ.] / The Gun That Won the West — «Дакота» Джек Гейнс
- 1955 — День, когда Земле пришёл конец / Day the World Ended — Рик, геолог
- 1956 — Девочки в тюрьме[англ.] / Girls in Prison — преподобный Фултон
- 1957 — Обнажённый рай[англ.] / Naked Paradise — герцог Брэдли
- 1957 — Незабываемый роман / An Affair to Remember — Кеннет Брэдли
- 1957 — Леди в оленьей коже[англ.] / The Buckskin Lady — доктор Брюс Мерритт
- 1957 — Чёрный скорпион / The Black Scorpion — Хэнк Скотт
- 1958 — Леди падает вниз головой[англ.] / The Lady Takes a Flyer — Эл Рейнольдс
- 1958 — Пустынный ад[англ.] / Desert Hell — сержант-майор Пьер Бене
- 1963 — Дважды рассказанные истории[англ.] / Twice-Told Tales — Джонатан Молл

### Телевидение
- 1952 — Кавалькада Америки[англ.] / Cavalcade of America — Эли Уитни (в эпизоде The Man Who Took a Chance)
- 1952—1954 — Мистер и миссис Норт[англ.] / Mr. and Mrs. North — Джерри Норт (в 57 эпизодах)
- 1953—1957 — Телевизионный театр Форда[англ.] / Ford Television Theatre — разные роли (в 6 эпизодах)
- 1955—1956 — Перекрёсток[англ.] / Crossroads — разные роли (в 3 эпизодах)
- 1956 — Шайенны[англ.] / Cheyenne — капитан Куинлан (в эпизоде Decision)
- 1957 — Видео-театр Lux[англ.] / Lux Video Theatre — Джефф (в эпизоде The Undesirable)
- 1957—1958 — Театр General Electric[англ.] / General Electric Theater — разные роли (в 2 эпизодах)
- 1958 — Студия Один[англ.] / Studio One — Джек Маршалл (в эпизоде The Laughing Willow)
- 1959 — Летающий доктор / The Flying Doctor — доктор Грег Грэм, «летающий доктор»[англ.] (в 39 эпизодах)
- 1960—1961 — Майкл Шейн[англ.] / Michael Shayne — Майкл Шейн (в 32 эпизодах)
- 1963 — Идти своим путём[англ.] / Going My Way — Ларри Макмаллен (в эпизоде Don't Forget to Say Goodbye)
- 1964—1965 — Карен[англ.] / Karen — Стив Скотт (в 27 эпизодах)
- 1966 — Алиса в Зазеркалье / Alice Through the Looking Glass — отец Алисы
- 1968 — Я, шпион[англ.] / I Spy — Делани (в эпизоде This Guy Smith)
- 1968—1980 — Гавайи 5-O / Hawaii Five-O — Пол Джеймсон, губернатор (в 73 эпизодах)
- 1974 — Макклауд[англ.] / McCloud — Эдгар Гамильтон (в эпизоде A Cowboy in Paradise)
- 1980 — Асфальтовый ковбой / The Asphalt Cowboy — Чарльз Ван Хюран

### Работа на радио
- 1948—1951 — Мой любимый муж[англ.] / My Favorite Husband — Джордж Купер (в 124 выпусках)
- 1953—1955 — Мистер и миссис Норт[англ.] / Mr. and Mrs. North — Джерри Норт
- 1956—1957 — Это преступление, мистер Коллинс[англ.] / It's a Crime, Mr. Collins — дядюшка Джек

- С Гэйл Патрик в фильме «Тихо, пожалуйста: убийство» (1942).
- Слева направо: Расселл Хейден[англ.], Кэтрин Крейг и Ричард Деннинг. Постер фильма «Семерых спасли[англ.]» (1947).
- С Патрисией Мединой в фильме «Леди в оленьей коже[англ.]» (1957).
- С Пэт Кроули в сериале «Майкл Шейн[англ.]» (1960—1961).